# Leontocephalus
Leontocephalus es un género extinto del suborden Gorgonopsia. Fue nombrado por primera vez por Robert Broom en 1940, y situado dentro de Gorgonopsia por Carroll en 1988. Se conocen cuatro especies pertenecientes a este género, L. cadlei, L. haughtoni, L. intactus y L. rubidgi. Gracias a las marcas de desgaste del cráneo de Leontocephalus, se ha podido saber que era capaz de abrir sus mandíbulas hasta un máximo de 90 grados, para así poder separar suficientemente sus largos caninos y morder a su presa.